# Iothia fulva
Iothia fulva is een slakkensoort uit de familie van de Lepetidae. De wetenschappelijke naam van de soort werd in 1776 voor het eerst geldig gepubliceerd door Otto Friedrich Müller.